# Aretha Thurmond

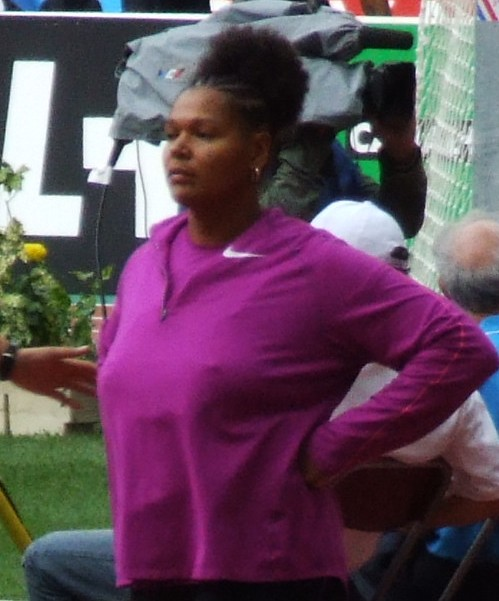
Aretha Thurmond, 2010

Aretha Dawn Thurmond, geb. Hill (* 14. August 1976 in Seattle) ist eine US-amerikanische Diskuswerferin.
Bei den Olympischen Spielen 1996 in Atlanta schied sie in der Qualifikation aus.
1999 siegte sie bei den Panamerikanischen Spielen in Winnipeg, kam aber bei den Weltmeisterschaften in Sevilla nicht über die Vorrunde hinaus.
2003 verteidigte sie ihren Titel bei den Panamerikanischen Spielen in Santo Domingo und schied bei den Weltmeisterschaften in Paris/Saint-Denis erneut in der Qualifikation aus. Auch bei den Olympischen Spielen 2004 in Athen und bei den Weltmeisterschaften 2005 in Helsinki ereilte sie das Aus in der ersten Runde. 2006 wurde sie Zweite beim Weltcup in Athen.
Bei den Olympischen Spielen 2008 in Peking und bei den Weltmeisterschaften 2009 in Berlin wurde sie Zehnte.
2011 schied sie bei den Weltmeisterschaften in Daegu in der Qualifikation aus und gewann Silber bei den Panamerikanischen Spielen in Guadalajara.
2012 in London bestritt sie ihre vierten Olympischen Spiele, kam aber nicht über die Vorrunde hinaus.
Viermal wurde sie US-Meisterin (2003, 2004, 2006, 2008). Ihre persönliche Bestleistung von 65,86 m stellte sie am 28. März 2004 in Marietta auf.